# Bada
bada（韓語：바다）是韩国三星電子自行開發的智能手机平台，底層為Linux核心。支援丰富功能和用户体验的软件应用，于2009年11月10日发布。bada在韩語裏是“海洋”（바다）的意思。2013年2月27日，三星电子宣布终止bada系统的开发，并入Tizen专案。
bada的设计目标是开创人人能用的智能手机的时代（Smartphone for Everyone）。它的特点是配置灵活、用户交互性佳、面向服务優。非常重视SNS整合和基于位置服务应用。

## 历史
第一部基于bada的手机——Samsung Wave S8500于2010年2月在MWC大会上推出。1GHz CPU，有TouchWiz 3.0界面，SUPER AMOLED屏幕和无缝一体外壳。能够支援社交网络、设备同步、内容管理等，且支援Java程式。
此外，三星也为bada开放应用软件商店，并为第三方开发人员提供支持，截至2011年5月，已经有超过5000款支持的软件。。
2012年1月17日，三星宣布將bada整合至Tizen。
2013年2月27日，三星在MWC大会上表示為了把流動業務進一步向Tizen整合發展，決定終止對bada系統的開發，意味著所有運行bada的設備（例如三星Wave系列手機）將會全面停產和淡出市場。

## 系统架构
bada系统由操作系统内核层、设备层、服务层和框架层组成。支持设备应用、服务应用和Web与Flash应用。其中：
- 操作系统内核层：根据设备配置不同，可以是Linux操作系统或者其他实时操作系统。
- 设备层：在操作系统之上提供设备平台的核心功能，包括系统和不安全管理、图形和窗口系统、数据协议、电话和视频音频多媒体管理等。
- 服务层：由应用引擎和Web服务组件组成，它们与bada服务器互联，提供以服务为中心的功能。
- 框架层：由应用框架和底层提供的函数组成，不为第三方开发者提供C++开放API。

按bada首席架构师、三星手机副总裁Justin Hong的说法，设备层来自三星十年前开始开发的自有平台，而服务层和框架层的开发始于四年前。
在工具方面，bada使用Eclipse和GNU工具链。

## 市場份額
| 年度    | 全球銷量（%） | 售出（百萬） |
| ------- | ------------- | ------------ |
| Q2 2013 | 0.4           | 0.84         |
| Q1      | 0.7           | 1.37         |
| Q4 2012 | 1.3           | 2.7          |
| Q3      | 3             | 5.2          |
| Q2      | 2.7           | 4.2          |
| Q1      | 2.7           | 3.8          |
| Q4 2011 | 2.1           | 3.1          |
| Q3      | 2.2           | 2.5          |
| Q2      | 1.9           | 2.1          |
| Q1      | 1.9           | 1.9          |
| Q4 2010 | 2.0           | 2.0          |
| Q3      | 1.1           | 0.9          |
| Q2      | 0.9           | 0.6          |